# Luis Collado Coch
Luis Collado Coch es un historietista español.Su obra se enmarca dentro de la llamada Escuela Valenciana de historieta.

## Trayectoria[2]
Nacido en Valencia en 1935, mostró interés por el dibujo desde la infancia y tras el bachillerato ingresó en la Escuela de Artes y Oficios de Valencia donde perfeccionó su técnica.
Su primera obra como historietista fueron unas historietas para Selecciones de Jaimito de Editorial Valenciana. Dos años después se desplazó a Barcelona y como otros artistas de la época comenzó a publicar en el extranjero a través de agencias de representación como Selecciones Ilustradas.
En 1960 creó Ric Rice, su primer cómic significativo, con guion de Vicente Tortajada y publicado en la Editorial Creo. También colaboró en El Jabato entintando dibujos de Francisco Darnís y con dibujos propios en seis números de El Jabato Extra, entre otras publicaciones.
En el extranjero publicó a partir de los años 70 a través de agencias como Selecciones Ilustradas y Hitpress en Gran Bretaña y Estados Unidos. En el Reino Unido publicó historietas bélicas en revistas como Valiant, 2000 AD y Warlord. En América publicó desde 1974 para revistas de la editorial Skywald como Nightmare, Scream y Psycho. En Alemania por su parte publicó historietas de terror para la editorial Bastei
Posteriormente, en los 80, publica Historias de Soldados para la revista Pacifik e historietas históricas como Historia de Cádiz, Historia de Madrid, Historia de España e Historia de la Guerra Civil
A partir de los 90 abandonó paulatinamente la historieta y se dedicó a la ilustración publicitaria y hacia 1996 comienza a colaborar como ilustrador para diversas editoriales. Finalmente hacia 1998 se centra en la pintura artística.
Está casado, tiene dos hijos, dos nietos y una nieta, reside en Barcelona, desde donde sigue pintando.

## Obra
Su estilo ha sido definido por Tebeosfera como meticuloso y pulcro. Su obra se corresponde con la de otros dibujantes contemporáneos pertenecientes a la llamada segunda ola de la Escuela Valenciana de Historieta, como Juan González Alacreu, Emilio Frejo, José Grau, José Luis Macías Sampedro, Agustín Navarro Costa o Alfredo Sanchis Cortés.
Como pintor tiene un estilo hiperrealista que se expresa en diversos géneros como retrato paisaje o naturalezas muertas.
CALANDA
A Luis Collado siempre le ha encantado este pueblo, aunque no pueda vivir allí, pero ha sido una persona muy importante en este pueblo por dar el pregón de las fiestas del pilar en Calanda en 2017 y por tener su propia sala de exposición en el centro de cultura de este pueblo. 

### Publicaciones
Publicaciones como autor
- Selecciones de Jaimito, 1958, Ed. Valenciana, S.A.
- Ric Rice, Ed. Creo, 1960, nºs 1 al 20
- Hombres de Ley, Ed. Creo, 1961, nºs 2, 3, 5, 7, 11, 15, 17, 21, 22 y 23
- El Jabato Extra, Ed. Bruguera, S.A., 1962, nºs 43, 44, 45, 49, 50 y 51
- Colección Héroes, Ed. Bruguera, S.A., 1963, n.º 18
- Extra Combate, Ed. Ferma, 1965, n.º 26
- Agente Secreto, Ed. Ferma, 1966, nºs 19 y 20
- Dossier Negro, Ibero Mundial de Ediciones, 1968, nºs 59, 66, 68, 75 y 83
- S.O.S., Edival, S.A., 1975, n.º 15
- Grandes Clásicos, Ed. Topela, 1977, nºs 1 y 5
- Infinitum 2000, Producciones Editoriales S.A., 1980, nºs 31 y 32
- Pacifick, Hitpress, 1982, nºs 1, 2 y 3
- Historia de Andalucía, 1982, Ed. Roasa, n.º 1
- Historia de Madrid, 1984, Ed. Genil, S.A.
- Historia de Castilla y León, Ed. Genil, S.A., 1985, nºs 1, 2, 3, 4, 5 y 6
- Historia de España, Ed. Genil, S.A., 1986, nºs 1 al 3 y 27 al 82
- Historia Universal, Ed. Roasa, 1992